# 2014 FIFAワールドカップ・ヨーロッパ予選グループE
このページは、2014 FIFAワールドカップ・ヨーロッパ予選のグループEの結果をまとめたものである。このグループは、ノルウェー、スロベニア、スイス、アルバニア、キプロス、アイスランドの6カ国からなる。
1位通過チームはそのまま2014 FIFAワールドカップ本大会出場が決まる。各グループ2位のチームのうち、成績上位の8チームを2チームずつ4組に分け、ホーム・アンド・アウェー方式で対戦を行う。各勝者が本大会出場権を得る。
なお、グループリーグ各組2位のチームの成績を比較する際、6チームが属するグループのチームについては、チーム数を合わせて比較するため、当該グループの最下位チームとの対戦戦績を除外する。

## 順位表
| チーム       | 勝点 | 試合 | 勝利 | 引分 | 敗戦 | 得点 | 失点 | 点差 |
| ------------ | ---- | ---- | ---- | ---- | ---- | ---- | ---- | ---- |
| スイス       | 24   | 10   | 7    | 3    | 0    | 17   | 6    | +11  |
| アイスランド | 17   | 10   | 5    | 2    | 3    | 17   | 15   | +2   |
| スロベニア   | 15   | 10   | 5    | 0    | 5    | 14   | 11   | +3   |
| ノルウェー   | 12   | 10   | 3    | 3    | 4    | 10   | 13   | -3   |
| アルバニア   | 11   | 10   | 3    | 2    | 5    | 9    | 11   | -2   |
| キプロス     | 5    | 10   | 1    | 2    | 7    | 4    | 15   | -11  |

| チーム  | チーム       | AWAY       | AWAY             | AWAY           | AWAY           | AWAY           | AWAY         |
| チーム  | チーム       | スイスの旗 | アイスランドの旗 | スロベニアの旗 | ノルウェーの旗 | アルバニアの旗 | キプロスの旗 |
| ------- | ------------ | ---------- | ---------------- | -------------- | -------------- | -------------- | ------------ |
| H O M E | スイス       | X          | 4-4              | 1-0            | 1-1            | 2-0            | 1-0          |
| H O M E | アイスランド | 0-2        | X                | 2-4            | 2-0            | 2-1            | 2-0          |
| H O M E | スロベニア   | 0-2        | 1-2              | X              | 3-0            | 1-0            | 2-1          |
| H O M E | ノルウェー   | 0-2        | 1-1              | 2-1            | X              | 0-1            | 2-0          |
| H O M E | アルバニア   | 1-2        | 1-2              | 1-0            | 1-1            | X              | 3-1          |
| H O M E | キプロス     | 0-0        | 1-0              | 0-2            | 1-3            | 0-0            | X            |

## 競技日程と結果
競技日程は、2011年11月22日にスイス・チューリッヒで行われたミーティングによって合意出来なかったため、会議が終わってから無作為抽選によって決定された。

| 2012年9月7日 20:30 (UTC+2) |

| アルバニア                                  | 3 - 1    | キプロス      |
| サディク 35分 · チャニ 84分 · ボグダニ 86分 | レポート | ラバン 45+2分 |

| ケマル・スタファ・スタジアム（ティラナ） 観客数: 9,400人 主審: アルチョム・クチン |

| 2012年9月7日 20:30 (UTC+2) |

| スロベニア | 0 - 2    | スイス                      |
|            | レポート | ジャカ 20分 · インレル 51分 |

| スタディオン・ストジツェ（リュブリャナ） 観客数: 13,243人 主審: パオロ・タリアヴェント |

| 2012年9月7日 18:45 (UTC+0) |

| アイスランド                          | 2 - 0    | ノルウェー |
| アルナソン 21分 · フィンボガソン 81分 | レポート |            |

| ラウガルタルスヴェルル（レイキャヴィーク） 観客数: 8,352人 主審: アンソニー・ゴーティエ |

| 2012年9月11日 20:00 (UTC+3) |

| キプロス        | 1 - 0    | アイスランド |
| マクリデス 57分 | レポート |              |

| スタディオ・アントニス・パパドゥロス（ラルナカ） 観客数: 1,600人 主審: セバスティアン・デルフェリエール |

| 2012年9月11日 20:00 (UTC+2) |

| ノルウェー                            | 2 - 1    | スロベニア    |
| ヘンリクセン 26分 · J.A.リーセ 90+4分 | レポート | シュレル 16分 |

| ウレヴォール・スタディオン（オスロ） 観客数: 11,168人 主審: フィラト・アイディヌス |

| 2012年9月11日 20:30 (UTC+2) |

| スイス                               | 2 - 0    | アルバニア |
| シャチリ 23分 · インレル 68分 (pen.) | レポート |            |

| スイスポルアレーナ（ルツェルン） 観客数: 16,500人 主審: オヴィディウ・アリン・ハツェガン |

| 2012年10月12日 19:00 (UTC+2) |

| アルバニア  | 1 - 2    | アイスランド                          |
| チャニ 29分 | レポート | ビャルナソン 18分 · シグルズソン 81分 |

| ケマル・スタファ・スタジアム（ティラナ） 観客数: 8,200人 主審: トニー・アスマー |

| 2012年10月12日 20:30 (UTC+2) |

| スイス                | 1 - 1    | ノルウェー      |
| ガヴラノヴィッチ 79分 | レポート | ハンゲラン 81分 |

| シュタディオン・ヴァンクドルフ（ベルン） 観客数: 30,712人 主審: ダビド・フェルナンデス・ボルバラン |

| 2012年10月12日 20:45 (UTC+2) |

| スロベニア            | 2 - 1    | キプロス            |
| マタヴジュ 38分, 61分 | レポート | アロネフティス 83分 |

| スタディオン・リュドスキ・ヴルト（マリボル） 観客数: 7,988人 主審: イヴァン・クルジュリャク |

| 2012年10月16日 21:00 (UTC+3) |

| キプロス            | 1 - 3    | ノルウェー                                             |
| アロネフティス 42分 | レポート | ハンゲラン 44分 · エリュヌシ 81分 (pen.) · キング 83分 |

| スタディオ・アントニス・パパドゥロス（ラルナカ） 観客数: 2,493人 主審: パヴェウ・ジル |

| 2012年10月16日 18:30 (UTC+0) |

| アイスランド | 0 - 2    | スイス                                  |
|              | レポート | バルネッタ 66分 · ガヴラノヴィッチ 79分 |

| ラウガルタルスヴェルル（レイキャヴィーク） 観客数: 8,369人 主審: アラン・ケリー |

| 2012年10月16日 20:45 (UTC+2) |

| アルバニア | 1 - 0    | スロベニア |
| ロシ 36分  | レポート |            |

| ケマル・スタファ・スタジアム（ティラナ） 観客数: 9,000人 主審: ダニエル・スタールハンマル |

| 2013年3月22日 18:00 (UTC+1) |

| スロベニア            | 1 - 2    | アイスランド            |
| ノヴァコヴィッチ 34分 | レポート | シグルズソン 55分, 78分 |

| スタディオン・ストジツェ（リュブリャナ） 観客数: 6,500人 主審: スタヴロス・トリツォニス |

| 2013年3月22日 19:00 (UTC+1) |

| ノルウェー | 0 - 1    | アルバニア  |
|            | レポート | サリヒ 67分 |

| ウレヴォール・スタディオン（オスロ） 観客数: 11,207人 主審: ケフィン・ブロム |

| 2013年3月23日 18:30 (UTC+2) |

| キプロス | 0 - 0    | スイス |
|          | レポート |        |

| GSPスタジアム（ニコシア） 観客数: 2,045人 主審: マヌエル・グラフェ |

| 2013年6月7日 20:30 (UTC+2) |

| アルバニア | 1 - 1    | ノルウェー  |
| ラマ 41分  | レポート | ヘグリ 87分 |

| ケマル・スタファ・スタジアム（ティラナ） 観客数: 15,600人 主審: ウィリアム・コラム |

| 2013年6月7日 19:00 (UTC+0) |

| アイスランド                                   | 2 - 4    | スロベニア                                                       |
| ビャルナソン 22分 · フィンボガソン 26分 (pen.) | レポート | キルム 11分 · ビルサ 31分 (pen.) · ツェサル 61分 · クルヒン 85分 |

| ラウガルタルスヴェルル（レイキャヴィーク） 観客数: 9,202人 主審: フェリックス・ツヴァイヤー |

| 2013年6月8日 17:30 (UTC+2) |

| スイス                | 1 - 0    | キプロス |
| セフェロヴィッチ 90分 | レポート |          |

| スタッド・ドゥ・ジュネーヴ（ジュネーヴ） 観客数: 16,900人 主審: パオロ・マッツォレーニ |

| 2013年9月6日 19:00 (UTC+2) |

| ノルウェー                    | 2 - 0    | キプロス |
| エリュヌシ 43分 · キング 66分 | レポート |          |

| ウレヴォール・スタディオン（オスロ） 観客数: 11,295人 主審: ケン・ハンセン |

| 2013年9月6日 20:30 (UTC+2) |

| スロベニア    | 1 - 0    | アルバニア |
| カンプル 15分 | レポート |            |

| スタディオン・ストジツェ（リュブリャナ） 観客数: 13,843人 主審: ヴァド・イシュトヴァーン |

| 2013年9月6日 20:30 (UTC+2) |

| スイス                                                               | 4 - 4    | アイスランド                                           |
| リヒトシュタイナー 15分, 30分 · シェア 27分 · ジェマイリ 54分 (pen.) | レポート | グズムンドソン 3分, 68分, 90+1分 · シグソールソン 56分 |

| シュタディオン・ヴァンクドルフ（ベルン） 観客数: 26,000人 主審: セルゲイ・カラセフ |

| 2013年9月10日 19:00 (UTC+2) |

| ノルウェー | 0 - 2    | スイス            |
|            | レポート | シェア 12分, 51分 |

| ウレヴォール・スタディオン（オスロ） 観客数: 16,631人 主審: ハワード・ウェブ |

| 2013年9月10日 21:30 (UTC+3) |

| キプロス | 0 - 2    | スロベニア                              |
|          | レポート | ノヴァコヴィッチ 12分 · イリチッチ 80分 |

| GSPスタジアム（ニコシア） 観客数: 714人 主審: ルディ・ブケ |

| 2013年9月10日 19:00 (UTC+0) |

| アイスランド                            | 2 - 1    | アルバニア |
| ビャルナソン 14分 · シグソールソン 47分 | レポート | ラマ 9分   |

| ラウガルタルスヴェルル（レイキャヴィーク） 観客数: 9,768人 主審: アンドレ・マリナー |

| 2013年10月11日 20:30 (UTC+2) |

| アルバニア         | 1 - 2    | スイス                      |
| サリヒ 89分 (pen.) | レポート | シャチリ 48分 · ラング 79分 |

| ケマル・スタファ・スタジアム（ティラナ） 観客数: 14,000人 主審: ペドロ・プロエンサ |

| 2013年10月11日 18:45 (UTC+0) |

| アイスランド                            | 2 - 0    | キプロス |
| シグソールソン 60分 · シグルズソン 76分 | レポート |          |

| ラウガルタルスヴェルル（レイキャヴィーク） 観客数: 9,767人 主審: ヴァド・イシュトヴァーン |

| 2013年10月11日 20:45 (UTC+2) |

| スロベニア                        | 3 - 0    | ノルウェー |
| ノヴァコヴィッチ 13分, 15分, 49分 | レポート |            |

| スタディオン・リュドスキ・ヴルト（マリボル） 観客数: 10,890人 主審: カルロス・ベラスコ・カルバージョ |

| 2013年10月15日 19:00 (UTC+3) |

| キプロス | 0 - 0    | アルバニア |
|          | レポート |            |

| GSPスタジアム（ニコシア） 観客数: 341人 主審: イヴァン・ベベク |

| 2013年10月15日 20:00 (UTC+2) |

| ノルウェー      | 1 - 1    | アイスランド        |
| ブラーテン 30分 | レポート | シグソールソン 12分 |

| ウレヴォール・スタディオン（オスロ） 観客数: 6,796人 主審: パオロ・タグリアヴェント |

| 2013年10月15日 20:00 (UTC+2) |

| スイス      | 1 - 0    | スロベニア |
| ジャカ 74分 | レポート |            |

| シュタディオン・ヴァンクドルフ（ベルン） 観客数: 22,014人 主審: ビョルン・カイペルス |